# Panteg
Panteg är en community i Storbritannien.   Den ligger i kommunen Torfaen och riksdelen Wales, i den södra delen av landet, 200 km väster om huvudstaden London. Arean är 3,2 kvadratkilometer.
Panteg utgör den sydligaste delen av tätorten Pontypool och består av samhällena Griffithstown och Sebastopol.